# Do not touch
《Do not touch》是韩国女子组合TWICE的小分队MISAMO的歌曲，於2023年7月14日由JYP娱乐发行，为该组合首张迷你专辑《Masterpiece》的主打曲。

## 背景
7月9日至13日，發布主打曲成員個人及團體預告片。
| 年份 | 發佈日期 | 版本                                             |
| 2023 | 7月9日   | MISAMO「Do not touch」MV Teaser -MINA-           |
| 2023 | 7月10日  | MISAMO「Do not touch」MV Teaser -SANA-           |
| 2023 | 7月11日  | MISAMO「Do not touch」MV Teaser -MOMO-           |
| 2023 | 7月12日  | MISAMO「Do not touch」MV Teaser Beauty ver.      |
| 2023 | 7月13日  | MISAMO「Do not touch」MV Teaser Performance ver. |

7月14日，《Do not touch》數位音源公開並釋出音樂錄音帶。

## 音樂錄音帶
歌曲以美術館作品旁的“請勿觸摸”標誌爲概念，並將Misamo比作像藝術品一樣的高貴存在，向聽眾表達了“希望每個人都能珍惜自己這麼一個寶貴的存在” ，
MV擁有以藝術為概念的華麗佈景和服裝，體現了專輯名稱Masterpiece（傑作）。 網路上的回應是「最好的Misamo傑作概念!」。